# Franciszek Stachowiak
Franciszek Stachowiak (ur. 24 grudnia 1919 w Bronikowie, zm. 20 kwietnia 2003) – polski prawnik, urzędnik, dyplomata, ambasador w Chinach (1970–1975) i Norwegii (1984–1988).

## Życiorys
Franciszek Stachowiak ukończył Państwowe Gimnazjum w Kościanie, gdzie w 1939 otrzymał świadectwo dojrzałości. W grudniu tego roku został wysiedlony do Generalnego Gubernatorstwa i dalej skierowany do pracy na roli w okolice Sokołowa Podlaskiego. Od 1941 do lipca 1944 był magazynierem w Kosowie Lackim. 1 marca 1943 wstąpił do Polskiej Partii Robotniczej, po zjednoczeniu członek Polskiej Zjednoczonej Partii Robotniczej. W 1945 przebywał w obozie w Borowiczach. Po powrocie do Polski od lutego 1946 do 31 grudnia 1948 inspektor w Zarządzie Wojewódzkim Związku „Samopomocy Chłopskiej” w Poznaniu. Jednocześnie studiował w miejscowej Akademii Handlowej, którą ukończył w 1949, po kolejnych dwóch latach otrzymując dyplom magistra nauk ekonomicznych. W 1949 starszy inspektor ds. rolniczych spółdzielni produkcyjnych przy Centrali Rolniczej Spółdzielni „Samopomoc Chłopska” w Warszawie. W latach 1950–1956 naczelnik wydziału w Departamencie POM i Spółdzielni Produkcyjnych, a następnie do 31 sierpnia 1960 wicedyrektor Departamentu Planowania i Ekonomiki w Ministerstwie Rolnictwa. Wchodził w skład tamtejszego Komitetu Zakładowego. Od 1956 lektor Komitecie Centralnym PZPR. Od września 1960 do 11 lutego 1967 był I sekretarzem, a następnie (od 5 grudnia 1964) radcą Ambasady PRL w Pekinie. Od 1 marca 1967 do 31 maja 1968 dyrektor Biura Współpracy Gospodarczej z Zagranicą w Ministerstwie Rolnictwa. 2 maja 1967 obronił na UAM doktorat z nauk prawnych „Polityka podatkowa w Chińskiej Republice Ludowej” (promotor – Jan Zdzitowiecki). W czasie 1 czerwca 1968 – 31 sierpnia 1970 wicedyrektor Departamentu II Ministerstwa Spraw Zagranicznych. Od września 1970 do kwietnia 1975 ambasador PRL w Pekinie. Po powrocie, do kwietnia 1983 wicedyrektor Departamentu Studiów i Planowania MSZ, a następnie do września 1984 dyrektor Departamentu V MSZ. Od 28 września 1984 do 13 stycznia 1988 ambasador PRL w Królestwie Norwegii, z akredytacją w Republice Islandzkiej.
Syn Jana i Agnieszki. Pochowany w Śmiglu.